# Byung-ho Park
Byung-ho Park (né le 10 juillet 1986 à Buan, Jeolla du Nord, Corée du Sud) est un joueur de premier but et frappeur désigné des Twins du Minnesota de la Ligue majeure de baseball.

## Carrière

### International
En 2004, Byung-ho Park est membre de l'équipe nationale de Corée du Sud au Championnat du monde de baseball 18 ans et moins joué à Taïwan.

### KBO
Byung-ho Park joue dans l'Organisation coréenne de baseball (KBO) pour les LG Twins de 2005 à 2006 puis de 2009 à 2011, avant d'évoluer pour les Nexen Heroes de 2011 à 2015. Ses deux séjours chez les Twins sont entrecoupées par un service militaire de deux ans dans les Forces armées sud-coréennes, période durant laquelle il joue pour le club Sangmu (en), l'équipe de baseball du corps athlétique des Forces armées sud-coréennes (en).
En 2012 et 2013, Park est le joueur par excellence de la KBO, et il termine second du vote annuel désignant le meilleur joueur en 2014. Il frappe 53 coups de circuit pour les Heroes en 2015.
En 9 saisons dans la ligue, de 2005 à 2015, il compte 773 coups sûrs dont 210 circuits, 604 points produits, 535 points marqués, une moyenne au bâton de ,281 et une moyenne de présence sur les buts de ,387.

## Ligue majeure de baseball
Après la saison 2015 de la KBO, Byung-ho Park annonce qu'il a l'intention de tenter sa chance en Amérique du Nord. Conformément au procédures existant pour le transfert de joueurs de la KBO vers la Ligue majeure de baseball, une équipe professionnelle nord-américaine doit remporter une enchère pour obtenir les droits exclusifs de négocier un contrat avec le joueur. Le 6 novembre 2015, la KBO annonce qu'un club, non identifié, du baseball majeur offre une compensation de 12,85 millions de dollars US aux Nexen Heroes si Park est mis sous contrat. Le 9 novembre, il est confirmé que la mise gagnante a été placée par les Twins du Minnesota, qui à partir de cette date a 30 jours pour négocier et signer une entente avec Park, à défaut de quoi le joueur retourne à son club coréen et ne peut pas répéter la même procédure avant le 1er novembre 2016. La somme offerte est la seconde plus élevée pour un joueur de position (donc excluant les lanceurs) asiatiques, après les 13,12 millions versés par les Mariners de Seattle pour le Japonais Ichiro Suzuki en 2000.
Le 1er décembre 2015, Park accepte un contrat de 12 millions de dollars US pour 4 saisons avec les Twins. 
Il fait ses débuts avec les Twins le 4 avril 2015 et, dans ce premier match, réussit son premier coup sûr dans le baseball majeur aux dépens du lanceur Tyler Wilson des Orioles de Baltimore.